# People I Know
People I Know (no Brasil, O Articulador) é um filme de drama dos Estados Unidos de 2002 realizado por Dan Algrant.

## Resumo
Eli Wurman (Al Pacino) é um famoso relações públicas que vive em Nova Iorque e está a passar por maus momentos. Com os seus dias de glória pertencentes ao passado, Eli dedica-se a pequenos trabalhos, um evento beneficente a favor de refugiados que estão para ser deportados pelo presidente da câmara e a um único grande cliente: Cary Launer (Ryan O'Neil), actor famoso que já ganhou um Óscar.
Num dos trabalhos para Launer, Eli é enviado para retirar da cadeia Jilli (Téa Leoni), actriz de TV com quem Launer está a ter um caso romântico. Após pagar a fiança de Jilli e levá-la para casa para que ela possa fazer as malas e viajar com Launer, Eli adormece no apartamento dela. É neste momento que alguém entra no quarto e, sem perceber a presença de Eli, assassina Jilli.
Sem saber que ela está morta Eli deixa o apartamento no dia seguinte, mas por ser o último a falar com Jilli acaba por ser envolvido numa conspiração política contra Carl Launer, que pretende candidatar-se ao Senado em breve.

## Elenco
- Al Pacino (Eli Wurman)
- Kim Basinger (Victoria Gray)
- Téa Leoni (Jilli)
- Ryan O'Neal (Cary Launer)
- Richard Schiff (Elliot Sharansky)
- Bill Nunn (Reverendo Lyle Blunt)
- Robert Klein (Dr. Sandy Napier)
- Mark Webber (Ross)

## Ficha técnica
Título Original: People I Know
- Género: Drama
- Tempo de Duração: 100 minutos
- Ano de Lançamento (EUA): 2002
- Estúdio: Myriad Pictures Inc. / South Fork Pictures
- Distribuição: Miramax Films / Lumière
- Realizador: Dan Algrant
- Argumento: Jon Robin Bailtz
- Produção: Michael Nozik, Leslie Urdang e Karen Tenkjoff
- Música: Terence Blanchard
- Fotografia: Peter Deming
- Desenho de Produção: Michael Shaw
- Edição: Suzy Elmiger
- Efeitos Especiais: Pacific Data Images